# Болије ле Фонтен
Болије ле Фонтен (фр. Beaulieu-les-Fontaines) насеље је и општина у североисточној Француској у региону Пикардија, у департману Оаза која припада префектури Компјењ.
По подацима из 2011. године у општини је живело 593 становника, а густина насељености је износила 47,06 становника/km². Општина се простире на површини од 12,6 km². Налази се на средњој надморској висини од 92 метара (максималној 106 m, а минималној 67 m).

## Демографија
| 1962. | 1968. | 1975. | 1982. | 1990. | 1999. | 2011. |
| ----- | ----- | ----- | ----- | ----- | ----- | ----- |
| 483   | 527   | 453   | 459   | 470   | 505   | 593   |

График промене броја становника у току последњих година